# جيم سوليفان
جيم سوليفان (بالإنجليزية: Jim Sullivan)‏ (14 نوفمبر 1904 في المملكة المتحدة - 1 مايو 1974 بنوتنغهام في المملكة المتحدة) هو لاعب كرة قدم بريطاني (وحمل سابقاً جنسية المملكة المتحدة لبريطانيا العظمى وأيرلندا) في مركز الهجوم. لعب مع نادي بيرنلي ونادي كرو ألكساندرا ونوتس كاونتي ونادي بارو.